# Espírito Santo (Mértola)
Espírito Santo is een plaats (freguesia) in de Portugese gemeente Mértola en telt 335 inwoners (2011).